# Christer Erséus
Christer Erséus, född 1951 i Borås, är en svensk zoolog. Han disputerade 1980 vid Göteborgs universitet där han senare blivit professor i zoologi samt studierektor i zoomorfologi och systematik.
Han har haft uppdrag för Vetenskapsrådet och har tidigare varit professor i evertebratzoologi vid Naturhistoriska riksmuseet. Hans doktorsavhandling behandlade ringmaskgruppen gördelmaskar (Clitellata). Genom åren har han upptäckt över 500 nya arter gördelmaskar. I internationella tidskrifter har han publicerat över 200 vetenskapliga artiklar om gördelmaskar. Christer Erséus anses vara en av världens ledande experter på gruppen gördelmaskar.